# Félines-Minervois
Félines-Minervois is de meest westelijke gemeente van het Franse departement Hérault (regio Occitanie) en telt 389 inwoners (1999). De plaats maakt deel uit van het arrondissement Béziers en ligt in de wijnstreek Minervois.

## Geschiedenis
In de Middeleeuwen was 'Fellinas' eigendom van de Heren van Ventajou. Het kasteel Ventajou, dat in 813 voor het eerst in bronnen wordt vermeld, werd in juli 1210 verwoest door Simon IV van Montfort tijdens zijn kruistocht tegen de Katharen. De ruïnes van het kasteel zijn nog zichtbaar.
In 1327 komt het dorp in bezit van de familie Hautpoul. In 1734 werden de drie bezittingen van de familie Hautpoul, Cassagnoles, Félines en Ventajou, samengevoegd en kreeg het dorp de naam Félines-Hautpoul. In de 20e eeuw werd het dorp bij het departement Hérault gevoegd en in 1920 werd de naam gewijzigd in Félines-Minervois. Tot de gemeente behoren ook de gehuchten Argentières, Bel Soleil, Brama, Camplong en Labeuradou.
Tot in de 20e eeuw werd in de bergen van Félines rood marmer gedolven. De groeve is inmiddels niet meer in gebruik. Hiermee bleef de wijnbouw de enige bron van inkomsten voor het dorp. Bepaalde wijnen uit Félines dragen sinds 1997 het predicaat "Minervois la Livinière".
Van 1910 tot 1932 was Félines aangesloten op de Tramway d'Aude, een spoorlijn door de Minervois van Carcassonne naar Lézignan-Corbières. Als herinnering staat aan de zuidrand van het dorp, waar het station lag, een kleine locomotief. Verder is in het landschap de S-vormige weg te herkennen waar voorheen het spoor liep over de heuvel richting het dorpje Trausse.

## Bezienswaardigheden
- Kerk Notre Dame de l'Assomption uit 1694
- Ruïne van het kasteel Ventajou
- Gerestaureerde windmolen van Félines
- Oude marmergroeve
- 'Circuit de Capitelles', een wandelroute langs kleine bouwwerken van gestapelde stenen

## Geografie
De oppervlakte van Félines-Minervois bedraagt 30,3 km2, de bevolkingsdichtheid is 12,8 inwoners per km2.
De onderstaande kaart toont de ligging van Félines-Minervois met de belangrijkste infrastructuur en aangrenzende gemeenten.

## Demografie
Onderstaande figuur toont het verloop van het inwonertal (bron: INSEE-tellingen).